# Wuppertaler Schwebebahn
Wuppertaler Schwebebahn – urządzona w Wuppertalu najdłuższa na świecie linia kolei podwieszanej. Poza Niemcami (2022) ten rodzaj transportu istnieje tylko w Japonii. Łączy dawne miejscowości, dzielnice Oberbarmen i Barmen z Vohwinkel przez centralną Elberfeld i stanowi podstawowy element publicznego transportu miejskiego.

## Charakterystyka
Technicznie jest to kolej jednoszynowa, dwutorowa (szyny kolejki oddalone są od siebie o 4 m), z wagonikiem podwieszonym pod szyną. Dopuszczalne kołysanie wagonika w czasie jazdy wynosi 15 stopni. Całkowita długość trasy wynosi 13,3 kilometra (z czego 10 km nad rzeką na wysokości 12 m od lustra wody; na pozostałych odcinkach szyna powieszona jest 8 m nad powierzchnią gruntu).
Hala wagonowa znajduje się w Vohwinkel. Tabor stanowi 27 wagonów z początku lat 70. XX wieku na 200 pasażerów każdy oraz wagon cesarski z 1900 (Kaiserwagen), którym podróżował Wilhelm II. Wagony napędzane są 4 silnikami o mocy 45 kW każdy, które zapewniają możliwość jazdy z maksymalną prędkością 60 km/h.
Obecnie wprowadzane są nowe, lżejsze wagony. 
Kolej przewozi dziennie około 65-75 tys.pasażerów, 23 mln rocznie (2003), od roku 1903 ponad 2 mld.

## Historia kolei

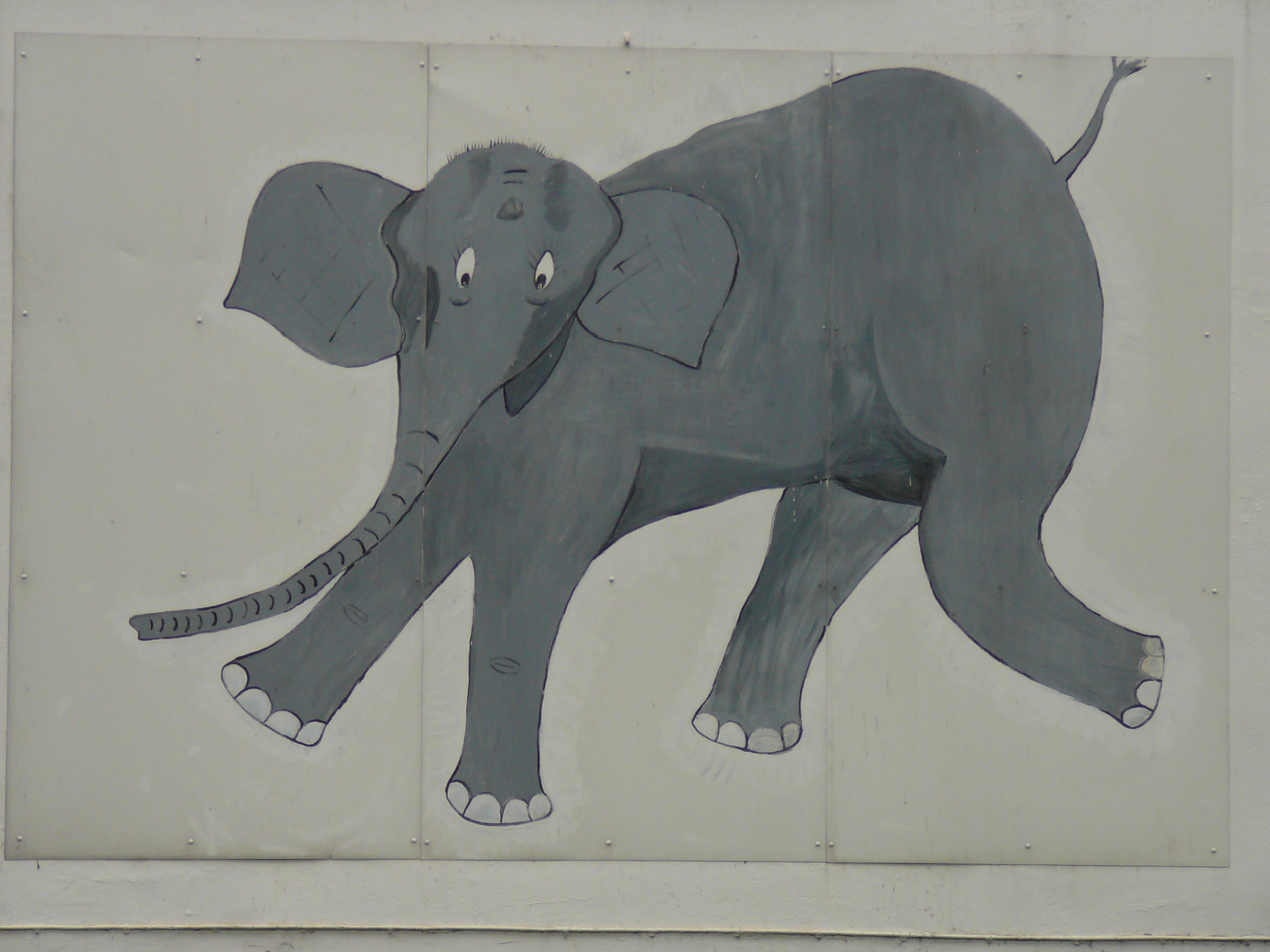

Zaprojektowana została w 1893 przez Eugena Langena, konstruktora Schwebebahn Dresden w Dreźnie. Pierwszy odcinek (Kluse – ZOO) został otwarty 1 marca 1901, 24 maja tego roku odcinek zachodni do Vohwinkel, a 27 czerwca 1901 wraz z oddaniem do użytku odcinka wschodniego (do Oberbarmen) budowa linii została ukończona. W okresie budowy niemiecki cesarz Wilhelm II odbył próbną jazdę już dnia 24 października 1900.
Budowa pochłonęła niemal 20 tys. ton stali. Pierwsze wagony mieściły po 65 pasażerów.
Naloty na Wuppertal podczas II wojny światowej spowodowały znaczne uszkodzenia i pełna przejezdność linii została osiągnięta znów dopiero wiosną 1946.
21 lipca 1950 doszło do niezwykłego wypadku. Dyrekcja cyrku Althoff wysłała w celach reklamowych młodą słonicę „Tuffi” w podróż między przystankami „Rathausbrücke” (obecnie „Alter Markt”) i „Adlerbrücke”. Zdenerwowany słoń wybił ściankę wagonu i znalazł się lekko ranny w pośladek w rzece Wupper. Wydarzenie upamiętnia wizerunek młodej słonicy na ścianie domu w pobliżu rzeki.
11 września 1968 w Sonnborn przyczepa ciężarówki uderzyła w podporę mostu i dwa przęsła zawaliły się na ulicę. Ruch pociągów został zawieszony na 10 tygodni, natomiast nikt nie został ranny.
Po zerwaniu szyny prowadzącej prąd 28 listopada 2018 roku, kolejka nie kursowała do 1 sierpnia 2019. Szyna spadła z konstrukcji nośnej kolejki na ziemię, zrywając się na odcinku ok. 350 m, przygniatając samochód. Wciąż trwają prace nad wdrożeniem technologii, która uniemożliwi powtórzenie się tego typu incydentu w przyszłości.

### Wypadek 12 kwietnia 1999
Jedyny wypadek ze skutkiem śmiertelnym wydarzył się 12 kwietnia 1999 o godzinie 5:45. Pociąg najechał z prędkością 50 km/godz. na pozostawiony na szynie przez remontujących robotników metalowy element (tzw. pazur). Jeden wagon wyskoczył z szyn i spadł z wysokości 8 m do rzeki Wupper. Zginęło 5 pasażerów, 47 zostało rannych. Wypadnięcie z szyn – tym razem bez ofiar – miało również miejsce w 1917 roku.

## Bezpieczeństwo
W stosunku do liczby przewozów liczba wypadków jest niewielka, a wuppertalska Schwebebahn była do 1999 roku najbezpieczniejszym środkiem transportu w Niemczech, a później i tak pozostała jednym z najbezpieczniejszych środków transportu na świecie w przeliczeniu na pracę przewozową.

## Nawiązania w sztuce
Charakterystyczna uroda Schwebebahn została uwieczniona w kilku filmach, m.in.
- Altneuland (science-fiction z 1902, zaraz po otwarciu)[2]
- Alicja w miastach (Wim Wenders, 1974)[2]
- Księżniczka i wojownik (Tom Tykwer, 2000)[2]

## Wykorzystanie komercyjne
Możliwe jest również zawarcie ślubu w trakcie przejazdu Schwebebahn: pierwszy ślub cywilny odbył się w Kaiserwagen w 1996, z dużym udziałem mediów. Wydarzenie wzbudziło duże zainteresowanie w całej Republice Federalnej. Aby zapełnić odpowiednią atmosferę, personel przewozi gości w autentycznych starych mundurach. Pociąg zatrzymuje się na kilka chwil w decydującym momencie zaślubin na otwartym szlaku. Ceremonia ta trwa około godziny.

## Przypisy

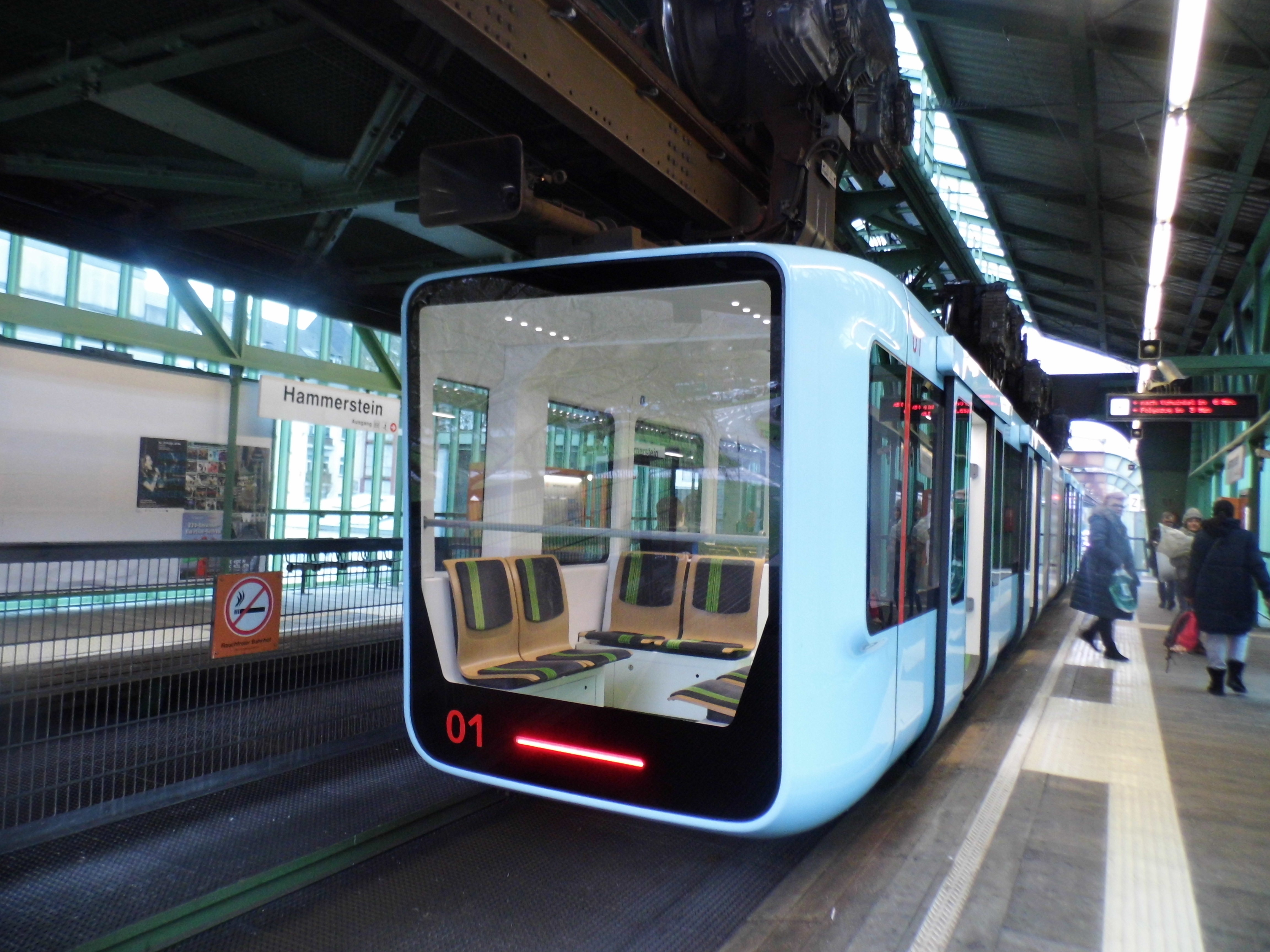
WSW GTW Generation 15 podczas postoju na stacji Hammerstein